# Arbach (Neckar)
Der Arbach ist ein 9,0 km langer linker und nordwestlicher Zufluss des Neckars beim Stadtteil Hirschau von Tübingen im baden-württembergischen Landkreis Tübingen. 

## Geographie

### Verlauf
Der Arbach entsteht auf der Gäuhochfläche links des oberen Neckars, rund einen Kilometer südwestlich des Rottenburger Stadtteils Oberndorf auf etwa 430 m ü. NN vor dem Öfenwald. Von hier an fließt er fortwährend in südöstlicher bis östlicher Richtung. Zunächst durchquert er auf Südostlauf Rottenburg-Wendelsheim und fließt danach etwas südlich am Rottenburger Stadtteil Wurmlingen vorbei. Etwas östlicher laufend, passiert er danach eine Gewerbezone südlich von Tübingen-Hirschau und mündet dann, inzwischen den Namen Hochwiesengraben tragend, unmittelbar vor dem Epplesee in dessen linker Talaue von links in den hier nordöstlich laufenden Neckar.

### Zuflüsse und Seen
Hierarchische Liste der Zuflüsse von der Quelle zur Mündung. Gewässerlänge, Einzugsgebiet und Höhe nach den entsprechenden Layern auf der Onlinekarte der LUBW. Andere Quellen für die Angaben sind vermerkt.
Ursprung des Arbach etwa 2 km westsüdwestlich der Ortsmitte von Oberndorf, in der Bollhalden vor den Wäldern Rot und Öfenwald. Talwärts zieht sich von Westen bis dorthin ein etwa 200 Meter langer, unbeständiger Oberlauf, der etwa auf 437,7 m ü. NHN noch in der freien Flur beginnt.
- Bollhaldengraben, von rechts und Westen auf etwa 420 m ü. NHN, 0,5 km. Feldweggraben, der etwa 100 m länger ist als der beständige Teil des offiziellen Asts.
- (Graben entlang dem Seebronner Weg), von links und Norden auf etwa 403 m ü. NHN, 0,2 km. Mit zusätzlich viel längerem, aber unbeständigen Grabenzulauf von der Bollhalde her.
- (Bach aus dem Gewann Eisengräber), von rechts und Westen auf etwa 392 m ü. NHN nahe der L 6038, 0,7 km und 1,1 km².
- Gassäckergraben, von rechts und Westsüdwesten auf etwa 365 m ü. NHN gleich unterhalb von Wendelsheim, 2,6 km und 2,8 km². Entsteht etwas östlich der Heuberger Warte auf etwa 425 m ü. NHN.
  - Wagenlehengraben, von rechts und Westsüdwesten auf etwa 372 m ü. NHN kurz vor der Mündung des Gassäckergrabens, 1,6 km. Entsteht im Gewann Wagenlehen auf etwa 405 m ü. NHN.
- Lacherweggraben, von links und Nordwesten auf etwa 335 m ü. NHN neben einer Feldwegbrücke südöstlich von Wurmlingen, 3,0 km und 3,4 km². Entsteht nordwestlich von Wurmlingen im Gewann Römerstraße auf etwa 375 m ü. NHN und durchläuft zuletzt die Ortschaft.
- Dürrbachgraben, von rechts und zuletzt Südwesten auf etwa 332 m ü. NHN kurz nach dem vorigen, 1,8 km und 2,1 km². Entsteht bei einem Teich an der L 372 südsüdwestlich von Wurmlingen auf über 340 m ü. NHN.